# Greenview (Kalifornija)
Greenview je naseljeno područje za statističke svrhe u američkoj saveznoj državi Kalifornija. Prema popisu stanovništva iz 2010. u njemu je živjelo 201 stanovnika.